# 은평구
은평구(恩平區)는 대한민국 서울특별시 북서부에 위치한 자치구로, 1979년에 서대문구에서 분리되어 신설했다. 구의 동쪽으로는 서대문구 및 종로구, 남쪽으로는 마포구, 북쪽과 서쪽으로는 경기도 고양시 덕양구와 접한다. 서울특별시와 경기도 고양시 및 파주시를 연결하는 수도권 서북부 교통의 요지이다.

## 역사
은평구에는 석기시대의 흔적이 남아 있다. 은평구 지역은 일부 지역에서 혈연을 같이하는 씨족끼리 취락을 이루어 집단생활을 하였으며, 움집 같은 곳에 기거하면서 농경과 수렵, 어로활동을 통하여 음식물을 구하고 원시적인 방직술을 습득하여 간단한 천(직물)을 짜 입기도 하였다.
삼국시대인 백제 때에는 위례성, 신라시대에는 신주, 통일신라시대에는 한산주로 부르다가 757년 경덕왕 7년에 ‘한주’로 고쳤다. 그리고 서울 지방에는 ‘한양군’을 설치했는데 서울이라는 이름의 하나인 한양은 여기에서 유래한 것이다.
고려시대에는 ‘한양군’을 ‘양주’라 고치고 1087년 문종 21년에 ‘양주’를 ‘남경’으로 승격시켜 ‘서경’(평양), ‘동경’(경주)과 더불어 3소경이 되어 지리적으로 중요한 위치를 차지하였다. 이후 1308년 충렬왕 34년에 ‘한양부’로 개칭하였다.
1394년 조선 태조 3년에 한양부로 도읍을 천도하면서 ‘한성부’로 이름을 바꿨으며, 서울 지역은 5부 52방으로 개편했는데, 지금의 구(區)에 해당하는 5부(동, 서, 남, 북, 중) 중 은평구 지역은 북부의 성외인 연은방, 상평방 지역에 해당되었으며 ‘은평’이라는 말은 이 두 지명(연은방+상평방)에서 유래된 것이다.
- 1466년: 경기도 양주군 신혈면 구파발리, 진관내리, 진관외리 설치. 나머지 지역은 한성부 연은방, 상평방.
- 1949년 8월 13일 : 경기도 고양군 은평면(녹번리, 응암리, 불광리, 신사리, 갈현리, 역촌리, 대조리, 구산리, 증산리, 수색리) 일원이 서대문구에 편입되고, 서대문구 은평출장소가 설치되었다.[5]
- 1973년 7월 1일 : 경기도 고양군 신도면 진관내리, 진관외리, 구파발리가 서대문구에 편입되었다.
- 1979년 10월 1일 : 서대문구 녹번·응암·불광동 등이 은평구로 분리되었다.[6]

15행정동 : 녹번동, 응암1동, 응암2동, 응암3동, 불광1동, 불광2동, 신사동, 갈현동, 역촌동, 대조동, 구산동, 증산동, 수색동, 진관내동, 진관외동
- 2001년 11월 20일 : 서대문구 북가좌동의 남청파인힐아파트 일대 지번[7]이 응암동으로 편입됨.[8]
- 2007년 8월 13일 : 법정동 진관내동, 진관외동, 구파발동을 진관동으로 통합하고, 행정동 진관내동, 진관외동도 진관동으로 합동하였다.[9]
- 2008년 6월 2일 : 행정동인 응암2·3·4동, 불광1·2·3동, 역촌1·2동이 각각 응암2·3동, 불광 1·2동, 역촌동으로 통합되었다. (16행정동, 11법정동)

## 지리

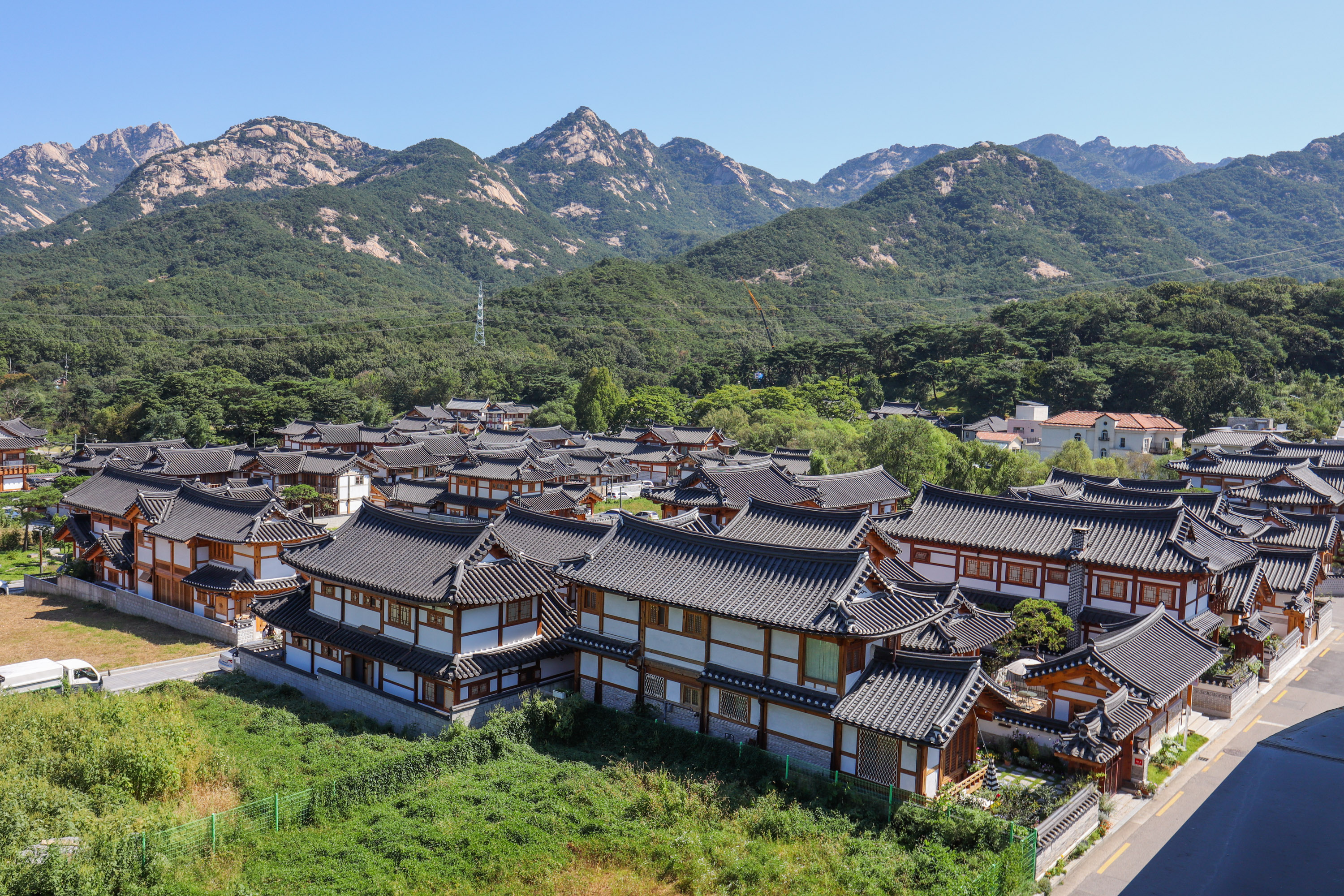
은평한옥마을

서울특별시 서북부 지역에 위치한 은평구는 동경 126˚와 북위 37˚에 위치해 있다. 경기도 고양시 덕양구와 접경을 이루고 있으며, 판문점과의 거리가 불과 40km 근거리로 통일을 대비한 서울의 관문으로 중요한 길목에 위치하고 있다. 동쪽은 종로구, 남쪽은 서대문구, 마포구와 경계를 이루고 있으며, 일산신도시로 이어지는 지하철 3호선과 은평구 외곽까지 이어지는 지하철 6호선은 지역 교통의 핵심을 차지하고 있다.
지형은 대부분이 임야, 분지, 구릉지대로 되어 있으며, 백두대간에서 분기된 한 줄기가 멈춰선 북한산이 시가지 우측에 남북으로 접해 있고, 그 진산을 중심으로 높고 낮은 산들이 평지를 둘러싸고 있어, 시가지 전체는 정사각형의 분지 형태를 이루고 있다. 북한산으로부터 남쪽의 한강을 향해 서서히 지세가 낮아지는 지역으로, 주위에는 북한산(836m)의 지봉인 남장대(715m)를 비롯한 비봉, 백련산 등의 봉우리가 있다.
계곡으로부터 발원된 깨끗한 물은 자연과 조화를 이루면서 은평의 중심부인 불광천을 흘러 한강에까지 이어지고 있다.
시가지 지역이 분지형인 관계로 비교적 온난한 지역으로 녹번동 삼거리를 중심으로 인왕산, 북악산에 접한 비봉, 문주봉, 석가봉 그리고 멀리 백운대, 인수봉, 만경대 등으로 연결되는 산악군이 대륙성 기후의 한냉한 기온을 순화시켜 주는 역할을 담당하고 있기 때문이다. 연평균 90여일의 맑은 날과 12°~13°C의 비교적 따뜻한 기온, 1,200mm~1,600mm의 강수량을 보이고 있다.
전체 면적의 절반 이상인 51.25%가 그린벨트로 묶여 있다. 이는 서울시내 구들 중 1위이다.
진관동은 서울특별시에서 면적이 2위지만 인구수가 서울특별시에서 제일 많다.

## 행정 구역

행정구역도

은평구의 행정 구역은 16행정동, 551통, 4,111반으로 구성되어 있다. 인구는 2023년 11월 말 주민등록을 기준으로 466,968명, 215,700세대다. 면적은 2013년 말을 기준으로 서울 전체 면적의 4.9%를 차지하는 29.70 km2이다. 은평구청은 녹번동에 소재한다.
| 행정동    | 한자      | 면적 (km2) | 세대    | 인구 (명) |
| --------- | --------- | ---------- | ------- | --------- |
| 녹번동    | 碌磻洞    | 1.79       | 17,615  | 36,093    |
| 불광제1동 | 佛光第1洞 | 3.13       | 17,675  | 37,490    |
| 불광제2동 | 佛光第2洞 | 1.373      | 14,061  | 26,719    |
| 갈현제1동 | 葛峴第1洞 | 0.97       | 7,391   | 14,571    |
| 갈현제2동 | 葛峴第2洞 | 0.96       | 12,546  | 27,504    |
| 구산동    | 龜山洞    | 1.377      | 13,491  | 31,483    |
| 대조동    | 大棗洞    | 0.85       | 15,333  | 27,363    |
| 응암제1동 | 鷹岩第1洞 | 1.20       | 15,096  | 32,677    |
| 응암제2동 | 鷹岩第2洞 | 0.78       | 11,036  | 27,353    |
| 응암제3동 | 鷹岩第3洞 | 0.63       | 12,515  | 23,457    |
| 역촌동    | 驛村洞    | 1.16       | 20,656  | 43,903    |
| 신사제1동 | 新寺第1洞 | 0.84       | 12,061  | 26,501    |
| 신사제2동 | 新寺第2洞 | 1.00       | 8,711   | 18,952    |
| 증산동    | 繒山洞    | 0.81       | 7,959   | 18,281    |
| 수색동    | 水色洞    | 1.29       | 8,189   | 20,235    |
| 진관동    | 津寬洞    | 11.52      | 21,365  | 54,386    |
| 은평구    | 恩平區    | 29.70      | 215,700 | 466,698   |

## 인구
서울특별시 은평구의 연도별 인구(내국인) 추이
| 연도   | 총인구    |  |
| ------ | --------- |  |
| 1980년 | 382,706명 |  |
| 1985년 | 441,789명 |  |
| 1990년 | 469,795명 |  |
| 1995년 | 484,896명 |  |
| 2000년 | 442,089명 |  |
| 2005년 | 446,550명 |  |
| 2010년 | 448,112명 |  |
| 2015년 | 478,374명 |  |

## 교통

### 철도
- 한국철도공사
  - ● 수도권 전철 경의·중앙선
(경기도 고양시) ← 수색역 - 디지털미디어시티역 → (서대문구)
- 서울교통공사
  - ● 서울 지하철 3호선
(경기도 고양시) ← 구파발역 - 연신내역 - 불광역 - 녹번역 → (서대문구)
  - ● 서울 지하철 6호선
(마포구) ← 디지털미디어시티역 - 증산역 - 새절역 - 응암역 - 역촌역 - 불광역 - 독바위역 - 연신내역 - 구산역 - 응암역
- 공항철도 주식회사
  - ● 인천국제공항철도
(서울특별시 강서구) ← 디지털미디어시티역 → (마포구)
- SG레일
  - ● 수도권 광역급행철도 A노선
(경기도 고양시) ← 연신내역 → (용산구)

### 버스 회사
시내버스
| 업체명   | 대표자        | 위 치                  |
| -------- | ------------- | ---------------------- |
| 보광교통 | 신영식 이대수 | 수색로24길 19 (수색동) |
| 선진운수 | 민배홍 이만순 | 서오릉로 207 (구산동)  |
| 신수교통 | 서미화        | 통일로 1190 (진관동)   |
| 유성운수 | 이준수 이희철 | 수색로24길 19 (수색동) |
| 제일교통 | 우정록 우세환 | 통일로 1190 (진관동)   |

마을버스
| 업체명       | 대표자        | 위 치                    |
| ------------ | ------------- | ------------------------ |
| 갈현운수     | 김해권        | 통일로89길 6-14 (갈현동) |
| 선진운수     | 민배홍 이만순 | 서오릉로 207 (구산동)    |
| 영운티엔에스 | 이재식        | 응암로 371 (녹번동)      |

## 교육 기관
- 사립대학교

|  | - 뭉지대학교 |

- 고등학교

|  | - 대성고등학교 - 동명여자고등학교 - 동명여자정보산업고등학교 - 선일여자고등학교 - 선일이비즈니스고등학교 - 선정고등학교 - 선정국제관광고등학교 - 세명컴퓨터고등학교 - 숭실고등학교 - 신도고등학교 - 신진과학기술고등학교 - 예일디자인고등학교 - 예일여자고등학교 - 은평고등학교 - 은평메디텍고등학교 - 진관고등학교 - 충암고등학교 - 하나고등학교 |

- 중학교

|  | - 불광중학교 - 상신중학교 - 구산중학교 - 대성중학교 - 덕산중학교 - 신도중학교 - 연서중학교 - 연천중학교 - 선일여자중학교 - 선정중학교 - 숭실중학교 - 연신중학교 - 영락중학교 - 예일여자중학교 - 은평중학교 - 증산중학교 - 진관중학교 - 충암중학교 |

- 초등학교

|  | - 서울갈현초등학교 - 서울구산초등학교 - 서울구현초등학교 - 서울녹번초등학교 - 서울대은초등학교 - 서울대조초등학교 - 서울북한산초등학교 - 서울불광초등학교 - 서울상신초등학교 - 서울서신초등학교 - 서울수리초등학교 - 서울수색초등학교 - 서울신도초등학교 - 서울신사초등학교 - 서울어울초등학교 - 서울역촌초등학교 - 서울연광초등학교 - 서울연신초등학교 - 서울연은초등학교 - 서울연천초등학교 - 서울은빛초등학교 - 서울은명초등학교 - 서울은진초등학교 - 서울은평초등학교 - 서울응암초등학교 - 서울증산초등학교 - 서울진관초등학교 - 선일초등학교 - 예일초등학교 - 충암초등학교 |

- 특수학교

|  | - 은평대영학교 |

## 문화·관광

### 지역 명소
- 북한산 : 북한산 국립공원은 서울특별시와 경기도 일대에 걸쳐 위치한 산으로 등산객들이 많이 찾는 명산 중 하나이다.
- 은평한옥마을 : 진관동 일대에 조성된 현대식 한옥마을
- 은평뉴타운 : 서울특별시와 서울주택도시공사에서 진관동 일대에 2010년 전후로 조성한 뉴타운 도시.
- 연신내 로데오 거리 : 연신내역 인근에 위치한 상업 지구
- 진관사 : 고려 현종이 창건한 이래 서울 내에서 이름난 사찰로 손꼽힌다.
- 불광천 : 북한산 불광동 기슭에서 시작하는 생태 하천으로, 은평구, 서대문구, 마포구로 흐른다.

### 축제
- 불광천 벚꽃축제 : 매년 4월 중 불광천 일대에서 진행하는 축제
- 파발제 : 조선시대 파발제를 재현한 축제로 1996년 이래 매년 개최해오고있다.
- 은평누리축제 : 매년 10월 중 은평구 일대에서 진행하는 구민 참여 축제

## 자매 도시
| 지역 & 국가    | 도시             | 도시             |
| -------------- | ---------------- | ---------------- |
| 대한민국       | 강원특별자치도   | 영월군           |
| 대한민국       | 강원특별자치도   | 홍천군           |
| 대한민국       | 경기도           | 가평군           |
| 대한민국       | 경기도           | 안산시           |
| 대한민국       | 경기도           | 양주시           |
| 대한민국       | 경상남도         | 창녕군           |
| 대한민국       | 경상남도         | 함양군           |
| 대한민국       | 경상북도         | 영양군           |
| 대한민국       | 전라남도         | 진도군           |
| 대한민국       | 전북특별자치도   | 김제시           |
| 대한민국       | 전북특별자치도   | 임실군           |
| 대한민국       | 전북특별자치도   | 진안군           |
| 대한민국       | 충청남도         | 서천군           |
| 대한민국       | 충청북도         | 단양군           |
| 오스트레일리아 | 뉴사우스웨일스주 | 캔터베리뱅스타운 |
| 중화인민공화국 | 랴오닝성 선양시  | 다둥구           |
| 중화인민공화국 | 랴오닝성 선양시  | 위훙구           |